# Jüdischer Friedhof Kindenheim
Der Jüdische Friedhof Kindenheim in Kindenheim wird bereits im 17. Jahrhundert erwähnt. Bei den Novemberpogromen 1938 wurde der Friedhof geschändet. Von 1939 bis 1945 war er im Besitz der Gemeinde Kindenheim und wurde 1945 an die jüdische Kultusgemeinde der Rheinpfalz zurückübertragen. Das Friedhofsareal steht heute unter Denkmalschutz.

## Beschreibung
Das 37,69 Ar große Friedhofsareal liegt auf dem Flurstück Nr. 2974, westlich von Kindenheim am Ende der Straße Judenberg. Es handelt sich um ein umfriedetes Areal mit einem überdachten Eingangstor. Insgesamt sind noch 185 Grabsteine erhalten. Der älteste Grabstein datiert auf 1719. Die jüngsten Grabsteine stammen aus den 1930er Jahren. Das Friedhofsareal ist heute eine Denkmalzone.

## Geschichte
Bereits 1635 wird der Friedhof erwähnt. 1780 wurde das Areal erweitert, worauf die Inschrift in dem vermutlich zu diesem Zeitpunkt angelegten Eingangstor hinweist. Bestattet wurden auf dem Friedhof außer den Mitgliedern der jüdischen Gemeinde Kindenheim auch die Mitglieder der jüdischen Gemeinden Bubenheim, Biedesheim, Großbockenheim und Kleinbockenheim. Eine Belegung erfolgte bis in die 1938er Jahre. Bei den Novemberpogromen 1938 wurde der Friedhof geschändet. Ab Mitte 1939 bis nach 1945 war die Gemeinde Kindenheim Eigentümer des Friedhofsareal. Nach 1945 wurde das Gelände wieder an die jüdische Kultusgemeinde Rheinpfalz zurückübertragen.